# Lubuk Raya (Padang Hulu)
Lubuk Raya is een bestuurslaag in het regentschap Tebing Tinggi van de provincie Noord-Sumatra, Indonesië. Lubuk Raya telt 4000 inwoners (volkstelling 2010).